# Hans-Christian Dietrich
Hans-Christian Dietrich (* 9. August 1869 in Wildenberg; † 5. Februar 1950 in Hof Zaglach bei Oberaudorf) war ein deutscher Bankmanager und Hochschullehrer.

## Leben
Nach dem Abitur in Erlangen im Jahr 1887 studierte Hans-Christian Dietrich an den Universitäten Erlangen und München Rechtswissenschaften. In Erlangen wurde er 1888 Mitglied des Corps Onoldia. 1891 wurde er zum Dr. iur. promoviert. Nachdem er 1894 das Assessorexamen abgelegt hatte, wurde er bayerischer Staatsanwalt und später Amtsrichter. Im Jahr 1900 schied er aus dem Staatsdienst aus und wurde Prokurist der Bayerischen Vereinsbank. 1902 wurde er zum stellvertretenden und 1905 zum ordentlichen Vorstandsmitglied der Bank bestellt. Das Vorstandsmandat hatte er bis 1938 inne. Am Ersten Weltkrieg nahm er als Kompanie- und Bataillonsführer und zuletzt als Major der Landwehr teil.
Von 1908 an gehörte Dietrich den Aufsichtsgremien von insgesamt 60 Gesellschaften an. Als Bankier förderte er den Aufstieg des Nürnberger Kleinfabrikanten Fritz Neumeyer, den Gründer der Zündapp-Werke, zu einem bedeutenden deutschen Industriellen. 1911 wurde er Aufsichtsratsvorsitzender der Baumwollspinnerei Kolbermoor. Er war maßgeblich an der Bildung der Kolbermoor-Union AG, einem Zusammenschluss verschiedener süddeutscher Baumwollspinnereien beteiligt. Er war Vizepräsident der Industrie- und Handelskammer München, Vorstandsmitglied des Centralverbandes des Deutschen Bank- und Bankiergewerbes und Ausschussmitglied des Industrie- und Handelstages.
1923 erteilte ihm die Technische Hochschule München einen Lehrauftrag für Bankwesen und ernannte ihn 1929 zum Honorarprofessor.
Hans-Christian Dietrich starb im Februar 1950 in Hof Zaglach bei Oberaudorf im Alter von 80 Jahren.

## Auszeichnungen
- Ernennung zum Geheimen Kommerzienrat
- 1933 Ernennung zum Senator der Technischen Hochschule München